# فانيسا غراتزيوتشين
فانيسا غراتزيوتشين (من مواليد 29 يونيو 1961) سياسية برازيلية من الحزب الشيوعي البرازيلي. على الرغم من ولادتها في فيديرا سانتا كاتارينا استقرت غراتزيوتشين حياتها المهنية السياسية في ولاية أمازوناس. تم انتخابها مرتين لتمثيل الدولة في مجلس النواب، وانتُخبت مؤخرًا لمجلس الشيوخ الاتحادي في الانتخابات البرلمانية لعام 2010. وهي ثالث عضو شيوعي في مجلس الشيوخ في تاريخ البرازيل بعد لويس كارلوس بريستيس وإيناسيو أرودا. وهي أيضًا أول امرأة شيوعية في مجلس الشيوخ عن أمازوناس. كانت فانيسا عضوًا في مجلس الشيوخ عن ولاية أمازوناس البرازيلية لمدة ثماني سنوات.

## المسار المهني
في عام 1985 تخرجت فانيسا غراتزيوتشين في كلية الصيدلة في الجامعة الفيدرالية في أمازوناس. كانت عضوة في الحزب الشيوعي البرازيلي منذ عام 1980 عندما كان الحزب لا يزال غير قانوني. من خلال حزبها كانت عضوة مجلس في ماناوس لمدة تسع سنوات متتالية من 1989 إلى 1998، عندما نجحت في الترشح لمقعد في مجلس النواب. أعيد انتخابها مرتين في عامي 2002 و2006. في عام 2004 ترشحت دون جدوى لمنصب عمدة ماناوس، وأنهت السباق في المركز الثالث.
من بين مقترحاتها في الغرفة إنشاء ختم أخضر لتصنيعه في منطقة التجارة الحرة في ماناوس، وحظر توزيع الأكياس البلاستيكية وإنشاء يوم الثقافة الأفريقية والهنود الأمريكيين (يتم الاحتفال به في 13 مايو). تمت الموافقة على المشروع الأخير من قبل الكونغرس الوطني في 30 مارس 2010.
في عام 2010 ترشحت غراتزيوتشين لمقعد في مجلس الشيوخ الفيدرالي. تم انتخابها بأغلبية 662.729 صوتًا (22.8٪ من الإجمالي). كان انتخابها مثيرًا للإعجاب إلى حد ما عندما هزمت آرثر فيرجيليو السناتور البارز من الحزب الديمقراطي الاجتماعي البرازيلي. اتهم فيرجيليو غراتزيوتشين بشراء الأصوات، والسبب في وصفه بـ «الخاسر السيئ» من قبل مجلة إيستوي الإخبارية. تدعي غراتزيوتشين أنها تصرفت وفقًا لإرشادات النيابة العامة. في 2 مايو 2016 قدمت مدعية الدولة الانتخابية الإقليمية اقتراحًا إلى المحكمة الانتخابية العليا لإلغاء تفويضها في مجلس الشيوخ عن الجرائم ضد لوائح قانون الانتخابات (إساءة استخدام الأموال أثناء الحملة الانتخابية).